# Santa Cruz Futebol Clube Dili
Der Santa Cruz Futebol Clube Dili ist ein osttimoresischer Fußballverein. Er ist in Dili ansässig.

## Geschichte

Volleyballabteilung

2015 landete Santa Cruz in der Qualifikationsrunde für die neugegründete LFA Primeira Divisão in der Gruppe B auf den letzten Platz und musste daher in der Saison 2016 in die Segunda Divisão. Hier erreichte man in der Gruppe B den sechsten Platz von sieben Mannschaften, weswegen man auch in der Saison 2017 in der zweiten Liga spielte. Hier kam man auf Platz 3 der Gruppe A. In der Liga Futebol Amadora Segunda Divisão 2018 kam man mit Platz 12 auf den letzten Platz.
Beim Landespokal Taça 12 de Novembro schied man 2016 in der ersten Runde gegen Kablaki FC im Elfmeterschießen aus. 2017 scheiterte man in der zweiten Hauptrunde und 2018 in der ersten.